# گرماکافت
گرماکافت (thermolysis) یا تجزیهٔ گرمایی (Thermal decomposition) یک تجزیه شیمیایی است که در اثر گرما پدید می‌آید. دمای تجزیهٔ یک ماده، دمایی است که در آن ماده از نظر شیمیایی تجزیه می‌شود. این واکنش معمولاً گرماگیر است چون نیاز است تا گرما بدهیم تا پیوندها شکسته شود. اگر یک تجزیهٔ شیمیایی گرماده باشد باید سامانه ای ایجاد کرد تا گرما را بیرون دهد یا حتی احتمال انفجار نیز وجود دارد.

## نمونه‌ها

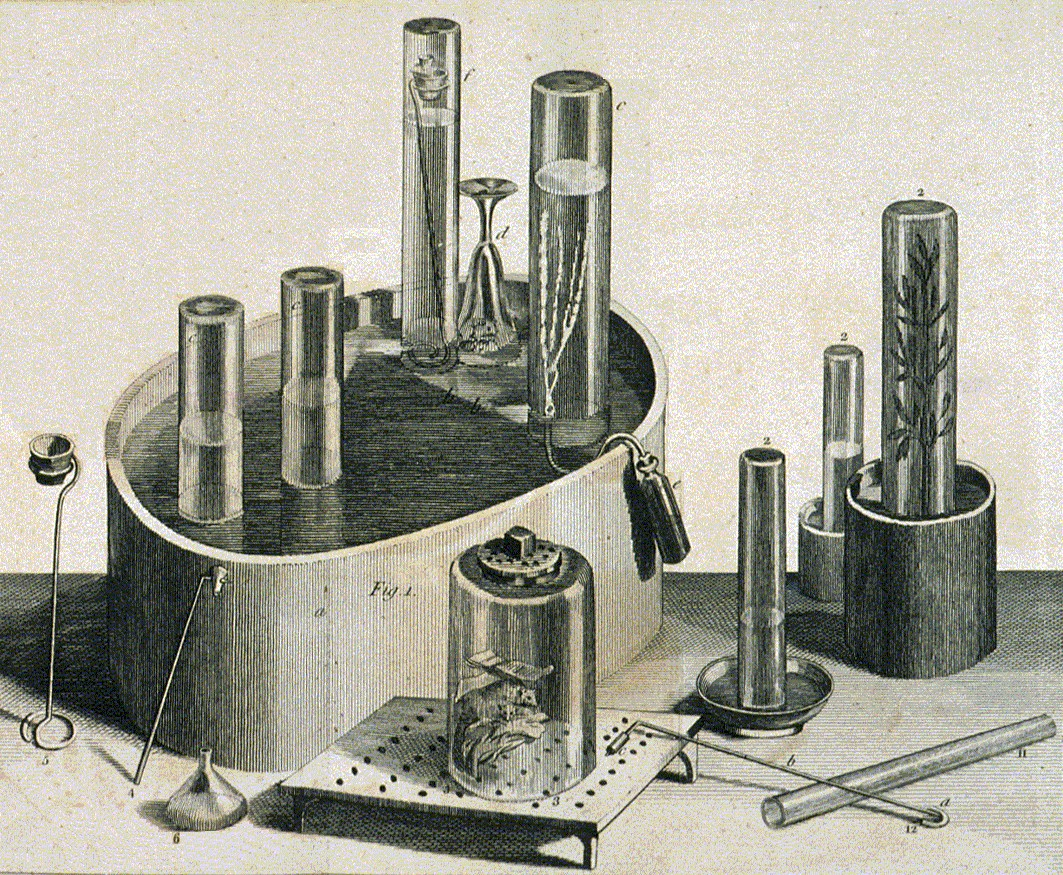
ابزارهایی که پریستلی در تجزیهٔ جیوه (II) اکسید بکار برد.

- کربنات کلسیم (گچ) یا (سنگ آهک) در اثر گرما به اکسید کلسیم و دی‌اکسید کربن تجزیه می‌شود:

CaCO3 → CaO + CO2
از این واکنش در تولید اکسید کلسیم (لایم سریع) که ماده ای مهم در صنعت است استفاده می‌شود.
- برخی اکسیدها بویژه اکسید فلزهایی با الکتروندوستی ضعیف در اثر گرما و رسیدن به دمای مناسب به آسانی تجزیه می‌شوند. یک نمونهٔ پرکاربرد، تجزیهٔ جیوه (II) اکسید به اکسیژن و جیوه است. این واکنش نخستین بار از سوی جوزف پریستلی در تولید نمونه‌هایی از اکسیژن گازی، به کار گرفته شد.
- اگر آب به خوبی تا دمای ۲۰۰۰ درجه گرما ببیند درصد کمی از آن به OH (اکسیژن و هیدرژن تک اتمی)، O2 و H2 تجزیه می‌شود.[۱]
- کربن مونوکسید دارای بالاترین دمای تجزیه (۳۸۷۰ درجه سانتیگراد) است.
- آمونیوم دی‌کرومات در اثر گرما، نیتروژن، آب و اکسید کروم (III) آزاد می‌کند.
- آمونیوم نیترات در اثر گرمای زیاد، دی نیتروژن مونوکسید یا گاز خنده و آب آزاد می‌کند.
- نیتریت آمونیوم در اثر گرما، نیتروژن گازی و آب آزاد می‌کند.
- آزید باریم در اثر گرما فلز باریم و نیتروژن گازی آزاد می‌کند.
- سدیم نیترات در اثر گرما، سدیم نیتریت و اکسیژن گازی آزاد می‌کند.